# Antoinette de Bourbon
Pour les articles homonymes, voir Antoinette.
Antoinette de Bourbon-Vendôme (Ham le 25 décembre 1494 - Joinville le 22 janvier 1583) est la première duchesse de Guise.
Princesse du sang issue de la maison de Bourbon, son destin est lié à celui de la maison de Guise dont elle a été une personnalité centrale. Elle épouse à 19 ans en 1513 Claude de Lorraine, frère cadet d'Antoine II, duc de Lorraine et de Bar, comte puis (1528) premier duc de Guise, son cadet de deux ans dont elle a douze enfants. La Maison de Lorraine est farouchement catholique et est avec la Maison de Habsbourg, un des fers de lance de la lutte contre l'expansion du protestantisme. Elle est la mère de Marie de Guise, reine-régente d'Écosse, de trois ducs et de deux cardinaux. Sa petite-fille Marie Stuart, reine d'Écosse dès sa naissance en 1542, est également par mariage reine de France de 1559 à 1560. Son fils François, second duc de Guise est assassiné en 1563, son petit-fils Henri de Lorraine, troisième duc de Guise est ensuite le chef de la Ligue catholique.
À la mort de son époux, en 1550, elle fait figure de chef de sa maison.
Au début des guerres de Religion, elle encourage ses fils à défendre la foi catholique et intervint elle-même pour défendre les intérêts de sa Maison. Elle meurt à l'âge de 88 ans sous le règne du roi Henri III de France, lequel a épousé Louise de Lorraine-Vaudémont, une de ses petites-nièces.

## Biographie
Elle est l'avant-dernière enfant de François de Bourbon-Vendôme, comte de Vendôme, et de Marie de Luxembourg, comtesse de Saint-Pol.
Sa famille est illustre, et elle est une lointaine descendante de Saint Louis, roi de France par le dernier fils de ce dernier, Robert de Clermont sire de Bourbon. Son frère aîné Charles est le grand-père d'Henri IV, roi de France et de Navarre.
Elle se marie le 9 juin 1513, à Paris, en l'hôtel des Tournelles (d'autres sources nous disent que c'est à l'Hôtel d'Étampes), avec Claude de Lorraine, fils puîné du duc de Lorraine, René II.
C'est le roi Louis XII qui lui désigne son futur époux. La cérémonie se fait en présence du roi et également de François d'Angoulême, le futur François Ier, dont Claude sera le serviteur émérite. Antoinette devint duchesse lorsque François Ier créera le titre de duc de Guise pour Claude, en 1528.
Elle s'installa d'abord avec Claude dans le duché de Bar, où elle donna naissance à Marie et François, qui devint seigneur de Joinville après le décès de son père. Tous ses autres enfants sont nés à Joinville (Joinville est un fief champenois entré chez les Lorraine par mariage au XIVe siècle).
Toute sa vie sera centrée sur sa famille et sa foi. Elle donnera le goût de l'ambition à ses enfants sur lesquels elle disposera d'un fort ascendant. Ils réussiront dans cette tâche. Avec son époux Claude, elle va créer ainsi le clan des Guise, qui marquera la France du XVIe siècle. Antoinette de Bourbon-Vendôme, empreinte d'un catholicisme intransigeant, marque sa famille de cette foi. La Réforme prenant de l'ampleur, elle ne dira mot sur le massacre de Wassy, perpétré par son fils François et sa troupe, et n'aura de cesse de lutter contre les protestants.
En 1547, elle est choisie pour être une des marraines de la princesse Claude de France, seconde fille du roi Henri II et de la reine Catherine de Médicis.
À la mort de son époux Claude, en 1550, elle fit élever pour son couple, un monument funéraire dans l’église collégiale Saint-Laurent de Joinville, aujourd'hui détruite. Les dessins de l’ensemble et du détail des bas-reliefs furent fournis par Le Primatice. Ils sont aujourd'hui conservés au Musée du Louvre.
Antoinette de Bourbon-Vendôme, décédée à 88 ans, vivra 33 ans après la mort de son époux. Elle ne quittera plus guère le château de Joinville par la suite.
On lui doit indirectement la construction du château du Grand Jardin à Joinville : en effet, la tradition rapporte que :
« Claude n'était pas toujours fidèle à Mme de Bourbon et que la chasse n'occupait pas toujours ses loisirs. Souvent, prenant le chemin qui mène à la ville, et, s'arrêtant à mi-côte, à l'endroit qu'on appelle toujours aujourd'hui "la Viergeotte", il entrait dans une humble demeure, et, près d'une jeune fille charmante, il oubliait, -dit-on-, le luxe de son palais d'en Haut et l'illustre rang d'Antoinette. Cette dernière prépara sa vengeance et l'exécuta sans bruit. Claude fut bien surpris, un jour, lors d'une de ses visites à "La Viergeotte", de trouver la modeste maison ornée comme un château, et de voir sa maîtresse, qui n'avait habituellement que ses charmes pour parure, habillée comme une duchesse. Il reconnut la grandeur d'âme de son épouse et sa générosité. Il quitta définitivement la maison de "La Viergeotte" pour faire construire, un peu plus bas, un petit château, essayant ainsi d'oublier les plaisirs de l'amour dans les tracas de la bâtisse »
Associée à son fils François de Guise, qui deviendra prince de Joinville à la suite de l'érection de la Seigneurie en Principauté par Henri II en 1551, on lui doit la construction d'un hôpital et de l'Auditoire de Joinville, en 1561, Tribunal de Haute Justice, qui conserve encore aujourd'hui ses prisons, ses cachots, sa salle d'audiences.
Ses armes, Guise et Bourbon-Vendôme ornent la façade de l'auditoire encore aujourd'hui.
Antoinette et Claude eurent beaucoup de libéralités pour les habitants de Joinville : ceux-ci, en remerciement, frappèrent une médaille en leur honneur.

## Enfants
1. Marie (° 1515 † 1560), mariée en 1534 à Louis († 1537), duc de Longueville, puis en 1538 à Jacques V (° 1512 † 1542), roi d'Écosse, et mère de Marie Stuart ;
2. François (° 1519 † 1563), 2e duc de Guise, chef catholique, lieutenant général du royaume ;
3. Louise (° 1520 † 1542), mariée en 1541 à Charles II de Croÿ († 1551), duc d'Arschot ;
4. Renée (° 1522 † 1602), abbesse de Saint-Pierre de Poulangy, puis Saint-Pierre à Reims ;
5. Charles (° 1524 † 1574), cardinal de Lorraine, archevêque de Reims ;
6. Claude (° 1526 † 1573), duc d'Aumale ;
7. Louis (° 1527 † 1578), cardinal de Guise, évêque de Metz, archevêque de Sens ;
8. Philippe (° 1529 † 1529) ;
9. Pierre (° 1530 † jeune) ;
10. Antoinette (° 1531 † 1561), abbesse de Faremoutiers ;
11. François (° 1534 † 1563) ;
12. René II (° 1536 † 1566), baron puis marquis d'Elbeuf.

## Dans la fiction
- 2022 : Dans la série télévisée américaine The Serpent Queen, elle est interprétée par Beth Goddard.